# FR-F1

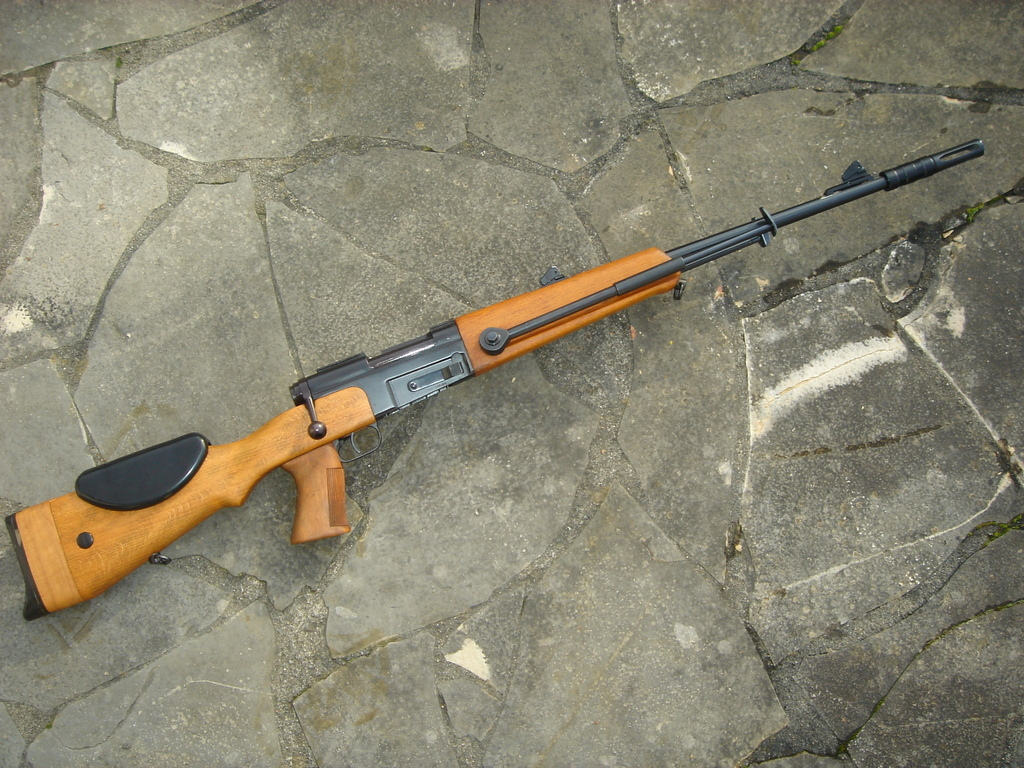
FR F1 без оптического прицела

FR-F1 — снайперская винтовка, разработанная французской компанией Manufacture d’Armes St. Etienne (MAS). На вооружении французской армии 7,5-мм магазинная винтовка FR-F1 состоит с 1965 г. под собственный винтовочный патрон 7,5×54 мм. На экспорт винтовка производится под патрон 7,62×51 мм НАТО. В армии заменена винтовкой FR-F2. 

## Конструкция
Тип патрона указывается на левой стороне ствольной коробки. Винтовка имеет тяжёлый ствол длиной 552 мм с дульным тормозом-пламегасителем.
Кроме снайперского варианта FR-F1 «Тирор Д’Элит» имеются также спортивный «Тир Спортив» (с тяговым усилием на спусковой крючок от 1,5 кг до 1,9 кг) и охотничий «Гран Шарпс» (для охоты на крупных животных, имеет телескопический прицел модель 804 и тяговое усилие на спусковом крючке от 2 до 2,5 кг) варианты.
Конструкция поворотного затвора заимствована у армейской винтовки MAS-36. Боевые выступы затвора расположены сзади, изогнутая вниз рукоятка — слева. При движении затвора вперед патрон досылается в патронник, при запирании затвора экстрактор захватывает закраину гильзы патрона. В то же время шептало выходит из зацепления с выступом ударника. Ударник освобождается, движется вперед под действием своей пружины, которая разбивает капсюль патрона. Затвор извлекается из ствольной коробки при нажатом спусковом крючке.
Магазин отсоединяется нажатием на магазинную защёлку на правой стороне ствольной коробки. Его ёмкость — 10 патронов. При переноске заряженный магазин закрывается сверху резиновой крышкой, защищающей его от попадания внутрь грязи и пыли. Когда он присоединяется к винтовке, резиновая крышка снимается и устанавливается снизу магазина. Частично израсходованные патроны могут быть восполнены путём снаряжения магазина одиночными патронами сверху ствольной коробки при открытом затворе, но в боевых условиях этого делать не рекомендуется.
На снайперской винтовке FR-F1 устанавливается телескопический прицел, который вместе с установочным приспособлением переносится в чехле. Кронштейн прицела фиксируется поворотом рычажка вперед. Для установки телескопического прицела на ноль нужно ослабить винты нижней части кольца кронштейна, маховичок вертикальной наводки установить в положение «2» и произвести наводку на удаленный объект через канал ствола. Вращением пластмассовых колец установить перекрестие точно на объект прицеливания. Когда точка прицеливания через канал ствола совмещена с сеткой телескопического прицела, винты на конце кронштейна нужно затянуть. Затем следует провести три контрольных выстрела на расстояние 200 м, чтобы убедиться в правильности выверки прицела. Прицел можно снять и уложить в чехол. При очередной установке прицела выверка не требуется. В 1980 г. к винтовке FR-F1 был принят бесподсветный ночной прицел ОВ-48 с автоматической регулировкой усиления. Масса прицела — 1 кг, кратность увеличения — 3,5х, поле зрения — 10 градусов, дальность обнаружения крупных целей — до 600 м, малых — до 400 м.
В ряде случаев телескопический прицел не может быть использован. Мушка и прицел обычно находятся в сложенном положении. Когда они используются, им придается вертикальное положение. Прицел имеет прямоугольную прорезь, а мушка выполнена в форме усечённой пирамиды. По обеим сторонам прорези прицела и на мушке нанесены три люминесцентные зелёные точки, которые при стрельбе в ночных условиях удерживаются на одной горизонтальной линии и наводятся на цель. Для использования механического прицела необходимо предварительно снять оптический прицел. Приклад имеет надставные «затылок» и «щеку». Надставки увеличивают длину приклада на 20 или 40 мм, высоту «щеки» — на 8 или 17 мм. Для увеличения длины приклада одна из надставок крепится на торцевой части приклада при помощи винта. Затем устанавливается подщёчная надставка, которая увеличивает высоту приклада на 8 или 17 мм. При установке штыри на внутренней поверхности подщёчной надставки должны войти в отверстия на гребне приклада.
В задней части цевья в центре тяжести винтовки к цевью крепятся складные и регулируемые по высоте сошки, при переноске винтовки они складываются вперед и убираются в пазы по обеим сторонам ствольной накладки. Сошки используются всегда, за исключением случаев, когда огонь ведётся из-за укрытия (например, из-за невысокой стены). Длина подпружиненных ножек сошки регулируется при помощи установленных на них хомутов. Сошка складывается при полностью убранных ножках.

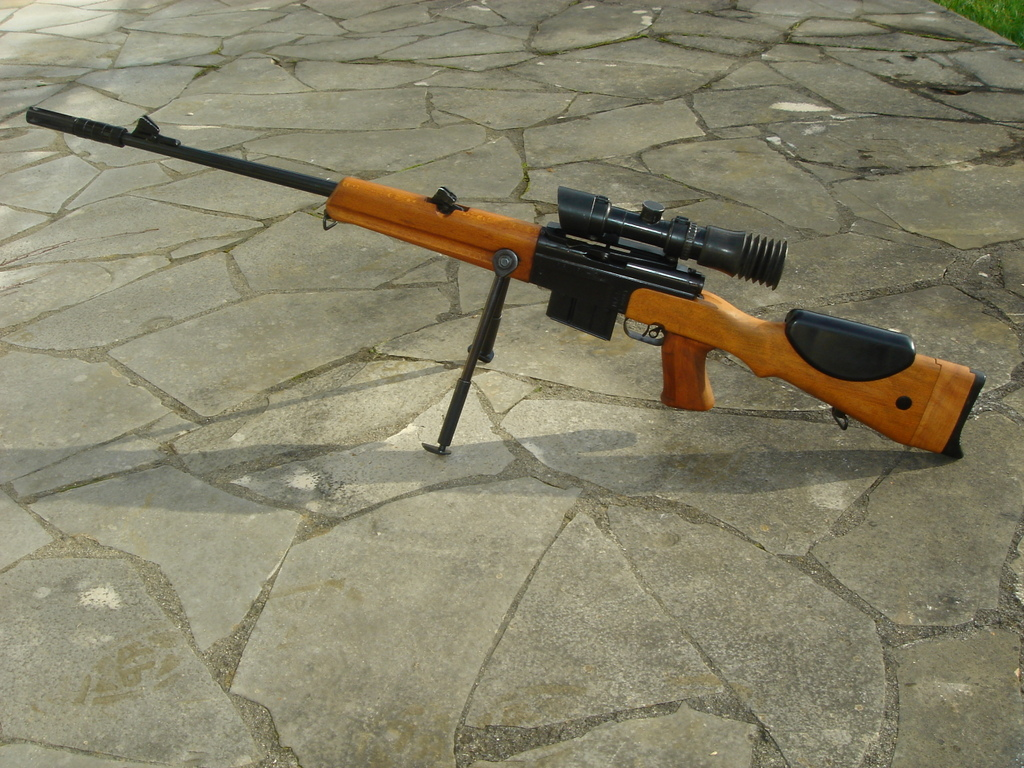
FR F1 вид справа